# П-4 «Смелі»
| П-3 «Смелі»                | П-3 «Смелі»                                   | П-3 «Смелі»                                   |
| -------------------------- | --------------------------------------------- | --------------------------------------------- |
| Смели / Smeli              |                                               |                                               |
|                            |                                               |                                               |
|                            |                                               |                                               |
| Під прапором               | Югославія Італія                              | Югославія Італія                              |
| Спуск на воду              | 1928 рік                                      | 1928 рік                                      |
| Виведений зі складу флоту  | 1943 рік                                      | 1943 рік                                      |
| Проєкт                     |                                               |                                               |
| Основні характеристики     |                                               |                                               |
| Швидкість (надводна)       | 14,5 вузлів (дизель)                          | 14,5 вузлів (дизель)                          |
| Швидкість (підводна)       | 9,2 вузлів (електродвигун)                    | 9,2 вузлів (електродвигун)                    |
| Робоча глибина занурення   | 80 м                                          | 80 м                                          |
| Автономність плавання      | 5000 миль (на 9 вузлах)                       | 5000 миль (на 9 вузлах)                       |
| Екіпаж                     | 43 чоловік                                    | 43 чоловік                                    |
| Розміри                    |                                               |                                               |
| Довжина найбільша (по КВЛ) | 66,5 м                                        | 66,5 м                                        |
| Ширина корпусу найб.       | 5,4 м                                         | 5,4 м                                         |
| Середня осадка (по КВЛ)    | 3,8 м                                         | 3,8 м                                         |
| Водотоннажність надводна   | 630 т                                         | 630 т                                         |
| Озброєння                  |                                               |                                               |
| Артилерія                  | 1 x 100-мм гармата 1 x 40-мм зенітний автомат | 1 x 100-мм гармата 1 x 40-мм зенітний автомат |
| Торпедно- мінне озброєння  | 6 x 550-мм ТА (12 торпед)                     | 6 x 550-мм ТА (12 торпед)                     |

П-4 «Смелі» (серб. П-4 Смели, хорв. P-4 Smeli, «Сміливий») — підводний човен ВМС Югославії типу «Осветнік».

## Історія
Підводний човен П-4 «Смелі» був збудований на верфі «Ateliers et Chantiers de la Loire» (Нант, Франція) у 1928 році. Ніс службу у складі ВМС Югославії.
Після окупації Югославії 17 квітня 1941 року був захоплений італійцями та включений до складу ВМС Італії, де отримав назву «Antonio Bajamonti».
9 вересня 1943 року, після капітуляції Італії, човен був затоплений екіпажем у Ла-Спеції. У 1947 році піднятий та розібраний на метал.